# José Antonio Gasca
José Antonio Gasca Burges (San Sebastián, 1936 - ibid., 7 de diciembre de 1982) fue un entrenador y dirigente de baloncesto español.
Fue fundador, directivo y entrenador de los dos equipos de baloncesto que tuvo la ciudad de San Sebastián en la Liga Española de Baloncesto; Atlético San Sebastián y Askatuak. Además fue, junto con Eduardo Portela, el impulsor y fundador de la ACB.

## Atlético San Sebastián
A finales de la década de 1950 Josean Gasca, es un joven apasionado del baloncesto que trataba de fundar un club de baloncesto en su ciudad natal. Por aquel entonces ese deporte estaba en expansión en España y desde 1957 se disputaba una Liga Española de Baloncesto. En 1958 logra fundar finalmente el Club Cantábrico. Al proyecto de un club de baloncesto se unen algunos atletas (entre ellos Luis Felipe Areta) y nadadores; lo que da un carácter polideportivo al nuevo club, que posteriormente se iría ampliando. Por problemas a la hora de registrar el nombre, el club acabará denominándose Atlético San Sebastián. 
Gasca, además de fundador, fue el primer presidente del Atlético San Sebastián, entre 1958 y 1964.
Se puede decir que Gasca lo fue todo durante una década en la sección de baloncesto del Atlético; director deportivo, mánager general, jefe de la cantera y entrenador del primer equipo. Nunca destacó como jugador porque carecía de aptitudes físicas para ello, pero era un gran conocedor del juego, un buen estratega y un gran motivador.
Fue construyendo poco a poco un gran equipo a base de jugadores locales entre los que destacaban el gigante Segundo Azpiazu y Santiago Zabaleta, que llegaría a ser internacional y competir en los Juegos Olímpicos de México 1968.
En 1967 el Atlético San Sebastián logra el ascenso a la Primera División de la Liga Española de Baloncesto. A pesar de que el equipo siguió siendo amateur, obtuvo el patrocinio de Fagor. En su primer año en esta categoría el Atlético San Sebastián obtuvo la 5.ª plaza (mejor resultado jamás obtenido por un equipo guipuzcoano de baloncesto) y llegó a batir al todopoderoso Real Madrid, campeón de Europa, en el frontón de Anoeta, actual Frontón Atano III (no existía todavía el Polideportivo de Anoeta que actualmente lleva el nombre de J.A. Gasca). El Atlético San Sebastián se mantuvo dos temporadas más en la máxima categoría del baloncesto español, para perder definitivamente la categoría en 1970.
Para entonces Josean Gasca se había enfrentado ya con la directiva del club. Considerado por muchos un visionario del baloncesto, Gasca entendía que el futuro del baloncesto como deporte y en particular el futuro del Atco.San Sebastián pasaban por el patrocinio, la profesionalización y el fichaje de figuras extranjeras. Los rectores del club consideraron que eso atentaba contra los principios amateurs con los que había sido fundado y no aceptaron las propuestas de Gasca, forzando asimismo que el propio Gasca abandonara el club que él mismo había fundado doce años antes.

## Águilas
En 1968 Josean Gasca ficha por el Club Águilas de Bilbao, que por entonces había descendido a Segunda Divisón, logrando el ascenso al finalizar la temporada 1968-69. Gasca continuó en el Águilas la temporada 1969-70 pero no la completó.
Avalado por su éxito como entrenador al frente del Atlético San Sebastián; en 1970 Gasca marcha a Francia a entrenar.

## Etapa en Francia
A su llegada a Francia Gasca se hará cargo del Jeanne d'Arc Vichy, vigente bicampeón de la Copa de baloncesto de Francia y subcampeón de la Recopa de Europa de Baloncesto. 
Sin embargo, el Vichy no dejaba de ser un club modesto y todos los jugadores que habían cerrado el ciclo más exitoso de la historia del club, se habían marchado en el verano de 1970. Gasca se encontró que no le quedaban más que 3 jugadores locales, de aquellos que habían sido subcampeones de la Recopa unos meses antes. Con un equipo completamente remodelado esa temporada, el Vichy acaba descendiendo a Segunda División.
Sin embargo Gasca siguió entrenando al equipo un año más. La llegada de Víctor Boistol y la eclosión del joven Chapuis, contribuyeron a que el club entrenado por Gasca obtuviera el campeonato de la segunda División (Nationale 2) y lograra el ascenso el 8 de mayo de 1972.
En 1973 pasa a entrenar a otro equipo francés, el SCM Le Mans, al que consigue convertir en subcampeón de la Liga Francesa. Tras su paso por Le Mans marcha a entrenar al equipo de Caen.

## Askatuak (1975-1982)
A partir de 1975 la biografía de Gasca queda indisolublemente unida a la historia del Askatuak, club del que fue fundador, vicepresidente y entrenador.
En 1975 un equipo de la localidad de Rentería, el Don Bosco, obtuvo una plaza en la recién creada Segunda División de la Liga Española de Baloncesto. En sus filas, como entrenador-jugador se encontraba Santiago Zabaleta, exjugador del Atlético San Sebastián a las órdenes de Gasca. Cuando el Don Bosco se encontró sin patrocinador de cara a la siguiente temporada, Zabaleta recurrió a su amigo y antiguo entrenador, Josean Gasca, que entonces se encontraba entrenando en Nancy.
Gasca aceptó el reto, montó la empresa Promosport que compró la plaza del Don Bosco en Segunda División haciéndose cargo de la deuda del equipo. Encontró como patrocinador a la empresa Dicoproga y armó un equipo formado en parte por la plantilla del Don Bosco, en parte por jugadores que habían militado en el antiguo Atlético San Sebastián, así como por un americano, Ed Robota, que cobraba 13 000 pesetas al mes. Como entrenadores del equipo, Adolfo Barrenetxea, entrenador del Don Bosco y el propio Gasca.
El Club Asociación Dicoproga comenzó su andadura con un éxito rotundo en su primer año de existencia, en la temporada 1975-1976, logrando el ascenso a la Primera División al primer intento.
El club debutó en la Primera División en la temporada 1976-77 bajó el nombre de Dico's. Su debut fue excelente, quedó empatado con el Joventut de Badalona en la 5.ª plaza y obtuvo el pasaporte para jugar la Copa Korac.  Tras su primera temporada entre la élite del baloncesto español, el equipo se quedó sin patrocinador. Al año siguiente, en plena Transición Española el club adoptó su nombre definitivo Club de Baloncesto Askatuak (askatuak significa en euskera los libres o los independientes).. El nombre del club pretendía resaltar la independencia del club frente a las cacicadas que sufría por parte de la Federación Española de Baloncesto.
Ese año Iñaki Almandoz accede a la directiva del club para descargar a Gasca de dichas tareas. Gasca ficha a un americano, Essie Hollis que se convierte en la gran sensación del baloncesto español en la temporada 1977-78 por su capacidad anotadora y sus espectaculares mates. Hollis se convierte en el máximo anotador de la Liga, promediando casi 40 puntos por partido y llevando al equipo de nuevo a la sexta plaza y a obtener un puesto en la Copa Korac. Hollis abandonó el club al finalizar la campaña para probar suerte en la NBA. 
La temporada 1978-79, el club se ve sumido en una grave crisis económica. Gasca tira la casa por la ventana y ficha a un gran americano como Nate Davis, pero los problemas económicos lastran al club, que acaba descendiendo de categoría. El mismo Nate Davis es apartado del club antes de finalizar la temporada por criticarle.
El Askatuak prosigue su andadura en la Segunda División Española de Baloncesto, la temporada 1979-80.
En 1980 debido a la deuda económica que mantenía con la Federación, el Askatuak fue descendido administrativamente a la tercera categoría del baloncesto español. Algunos vieron en este hecho una maniobra de castigo de la Federación Española de Baloncesto contra el rebelde Gasca. A partir de entonces Gasca deja las canchas y se centra si cabe más en luchar por cambiar los estamentos deportivos del baloncesto español.

## Azote de la Federación
Gasca fue conocido en el mundillo baloncestístico casi tanto por sus grandes cualidades como entrenador, como por sus continuos enfrentamientos con los estamentos deportivos. Especialmente duros fueron sus enfrentamientos con la Federación Española de Baloncesto y específicamente con Raimundo Saporta su eterno presidente. Sin embargo, parece ser que las relaciones entre ambos habían mejorado poco antes de la muerte de Gasca, ya que este había accedido a colaborar con Saporta en la organización del Mundobasket 1986.
Gasca trató de modificar las estructuras federativas del baloncesto español durante la década de 1970 y principios de 1980, ya que consideraba estas caducas, poco democráticas y favorables al orden establecido. Entre otras medidas era favorable a una democratización de la Federación, de tal forma que las fuerzas vivas del baloncesto tuvieran voz y voto en las decisiones de la Federación; la creación de una Liga profesional claramente separada de la Liga Amateur siguiendo el ejemplo de la NBA para evitar un profesionalismo encubierto; una mayor participación de los clubes en la gestión y organización de la Liga y un mayor peso del baloncesto de la periferia frente al lobby de la capital.
Su acto más conocido en esa continua rebeldía que tuvo se produjo en 1981 cuando se presentó como candidato testimonial a la presidencia de la Federación Española de Baloncesto para denunciar la ilegalidad de las elecciones. Salió ampliamente derrotado.
Tras varios intentos infructuosos de fundar una asociación de clubes de baloncesto, esta se materializó finalmente con la creación a principios de 1982 de la Asociación de Clubes de Baloncesto. Por tanto es considerado junto con Eduardo Portela el impulsor y fundador de la ACB.

## Fallecimiento y recuerdo
Josean Gasca falleció el 7 de diciembre de 1982 tras sufrir un derrame cerebral. Tenía solo 45 años de edad, estaba casado con Marisol Zubillaga y tenía 3 hijos, Alex Gasca Zubillaga, Borja Gasca Zubillaga y Olivier Gasca Zubillaga. Su muerte fue completamente inesperada, sufrió una indisposición mientras veía un partido de baloncesto, fue trasladado al hospital, entró en coma y tras estar varios días en ese estado falleció finalmente.
La Asociación de Clubes de Baloncesto por la que tanto había luchado y que se había constituido unos meses antes de su muerte, es actualmente una realidad firmemente asentada, que desde la temporada 1983-84 organiza la Liga ACB. El baloncesto español tiene hoy en día muchos de los aspectos organizativos y deportivos por los que luchó Gasca en su día.
Peor suerte corrió otro de sus proyectos vitales, el de que su ciudad contara con un equipo de baloncesto entre la élite. El Askatuak ha sobrevivido varias décadas a su fundador, al que sigue honrando como su figura más destacada; pero está muy lejos de la élite. Otro equipo donostiarra, el Bruesa GBC ha obtenido mejores resultados en los últimos años y ha devuelto a una ciudad la ilusión por tener baloncesto de élite.
Por último cabe decir que el Polideportivo Anoeta, donde jugaron el Atlético San Sebastián y el Askatuak y por el que tanto luchó Gasca en su vida, fue rebautizado tras su muerte como Polideportivo José Antonio Gasca el 25 de febrero de 1992 .